# Givrycourt
Givrycourt là một xã trong vùng Grand Est, thuộc tỉnh Moselle, quận Château-Salins, tổng Albestroff. Tọa độ địa lý của xã là 48° 55' vĩ độ bắc, 06° 55' kinh độ đông. Xã có diện tích 2,77 km², dân số vào thời điểm 1999 là 98 người; mật độ dân số là 35 người/km². Xã nằm 5 km về phía đông của Albestroff.

## Thông tin nhân khẩu
| 1962 | 1968 | 1975 | 1982 | 1990 | 1999 |
| ---- | ---- | ---- | ---- | ---- | ---- |
| 90   | 90   | 89   | 90   | 87   | 98   |